# 弗鲁阿尔
弗鲁阿尔（法語：Frouard，法語發音：[fʁuaʁ]），又称弗鲁瓦尔，是法国默尔特-摩泽尔省的一个市镇，位于该省南部，属于南锡区。

## 地理
弗鲁阿尔（48°45'38"N, 6°7'44"E）面积12.96 平方千米，位于法国大東部大區默尔特-摩泽尔省，南锡以北10公里，摩泽尔河和默尔特河默尔特交汇处附近，以其中世纪的磨坊闻名，后来成为一个钢铁工业中心，今天是内陆港口及法国航道网的铁路/水路节点。弗鲁阿尔与蓬佩隔摩泽尔河相望，有桥梁连接。
与弗鲁阿尔接壤的市镇（或旧市镇、城区）包括：尚皮尼厄勒、布克西耶尔欧达姆、屈斯蒂讷、利韦丹、蓬佩。
弗鲁阿尔的时区为UTC+01:00、UTC+02:00（夏令时）。

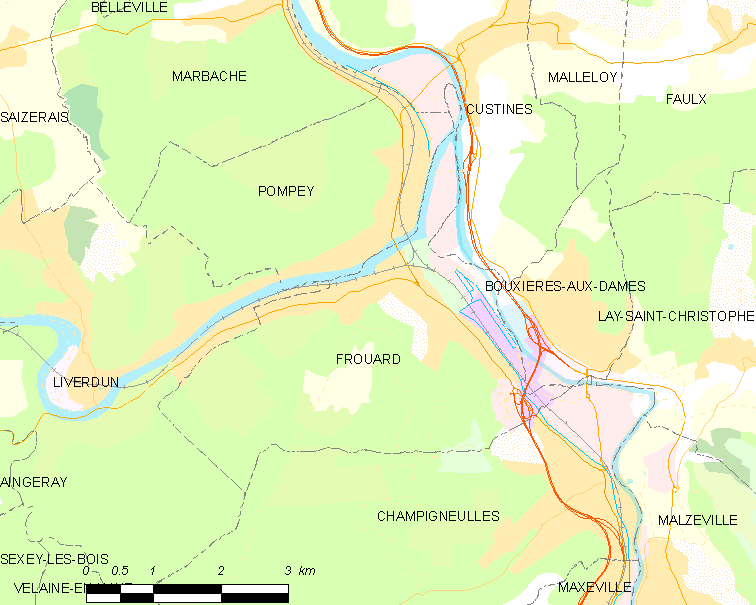
弗鲁阿尔的OSM定位图

## 行政
弗鲁阿尔的邮政编码为54390，INSEE市镇编码为54215。

## 政治
弗鲁阿尔所属的省级选区为南洛林谷县。

## 人口

1962-2008年间弗鲁阿尔人口变化图示

弗鲁阿尔于2022年1月1日时的人口数量为6480人。